# Technikal
Technikal, artiestennaam van Alf Bamford (Carshalton), is een Brits dj en producer. Hij is een van de meest gerespecteerde en bestverkochte artiesten in het genre harddance/trance.

## Carrière
Op zijn dertiende begon hij met producen. In 2004 werd hij ontdekt. Sindsdien werkte hij met onder meer Lisa Lashes, Nick Sentience, Phil Reynolds, Steve Hill en Rob Tissera. Op 15 november 2010 bracht hij zijn eerste album Techtonik uit op iTunes.

## Aliassen
- Technikal
- Technikore
- Elemental
- Solar Scape
- Masif DJs
- Cloud Nine
- Alf Bamford
- Bamford
- Immerze
- DJ Hatred

## Discografie

### Singles
- Annihilation (2003)
- Daywalker (2003)
- Adagio For Strings (2004)
- Check Out The Sound (2004)
- Mission Accomplished (2004)
- Pacemaker (2004)
- Technikal Support (2004)
- The Beginning (2004)
- Ecstacy (2005)
- Global Panic / System Shock (2005)
- Heartburn (2005)
- Mad & Confused (2005)
- Overdrive / Doomed (2005)
- Emotion Is Khaos (2005)
- Strong To Survive (2005)
- Summassault (2005)
- Voodoo (2005)
- N20 (Found Some Gas) / Anxious Heart (2006)
- Don't Get Scared (2006)
- Promise (2006)
- More & More / Bad Girl (2006)
- Rock & Rollin' (2007)
- Weekend (Party Time) (2007)
- Evolution (2007)
- Impulz (2007)
- Ride With It (2007
- Wake Up (2007)
- Back 2 The Old Skool (2007)
- Terminal Velocity (2007)
- Sacrifice (2007)
- Second Day (2007)
- Rushin' (2007)
- Neutralize (2007)
- Tekamine (2007)
- Wanna Go For A Ride? (2007)
- Open Your Mind (2007)
- Pump It (2007)
- Anthem / Antivirus (2007)
- Feel The Love (2007)
- Voodoo / Free At Last (2007)
- Industrializm (2007)
- Overdrive 2007 (2007)
- Supersonic (2008)
- Return To Innocence / New Religion (2008)
- Don't Stop (2008)
- Perception (2008)
- Mass Effect (2008)
- The Storm (2008)
- Northern Lights (2008)
- Something Different (2009)
- 5th Element (2009)
- Song For You (2009)
- Mad Glow / Tricky Ways (2009)
- Gear Shift / Dedicate (2009)
- Look @ The Heaven (2009)
- Believe In You / Ready 2 Rave (2010)
- Blame (2010)
- The Ritual (2010)
- Psy-Fi (2010)
- System Overload (2010)
- Reckless / Send Me An Angel (2010)
- Annihilation 2010 (2010)
- Drifting Away (2010)

### Remixes
- Music For Tomorrow (2003)
- Amnesia (2004)
- Are You A Freak? (2004)
- Reach Out (2004)
- A Feeling (2005)
- Alone (2005)
- Chasing Angels (2005)
- Discover (2005)
- Darren Styles - You're My Angel (2005)
- No Good For Me (2005)
- Rock The House (2005)
- Masif DJs - Silence (2005)
- Together In This Dream (2005)
- Angels In Heaven (2006)
- Darkest Desire (2006)
- U Got 2 Let The Music (2006)
- Bliss inc - Faith (2007)
- JX - Restless (2007)
- Matt Gardner & Sambo - New Reality (2007)
- Dougal & Gammer - Heaven On Earth
- Darren Styles - Save Me
- Darren Styles - Drop Zone
- Styles & Breeze f/ Karen Danzig - I Will Be

### Bewerkingen
- Marc French - 1234 (2004)
- Marc French - All The Way (2004)
- Brad Thatcher - Your Dream (2005)
- Carl Nicholson - Blueprint (Tara's Theme) / Devils Door (2005)
- Marc French - The Liberator (2005)
- Marc French - Xtreme (2005)
- Marc French - Metropolis (Space is the place) (2005)
- Trevor McLachlan - The Voice (2005)
- Phil York vs Shaun M - Command & Conquer (2006)
- Jason Cortez - Finally (2006)
- Jason Cortez - No Other Way (2006)
- Jason Cortez - Shining In The XTC (2006)
- Lisa Lashes - Untitled (2006)
- Little Gem - Dark Angel (2006)
- Brad Thatcher - Conscious Awareness (2006)
- Brad Thatcher - The Island (2006)
- Trevor McLachlan - Rain Down On Me (2006)
- Trevor McLachlan - Dance With Me (2006)
- Trevor McLachlan - Feels So Good (To Me) (2006)
- Trevor McLachlan & Brad Thatcher - Sequential (2007)
- Trevor McLachlan & Brad Thatcher - Imagination (2007)
- Pero - Obsession (2008)
- Amber D - Rush On Me (2009)
- Amber D - Cerca Trova (2009)
- Technikal & Will Courtis - Dedicate (2009)
- Technikal & Simon Qudos - Gearshift (2009)
- April & Technikal - Mad Glow (2009)
- Technikal pres. Olivia Rose - 5th Element (2009)
- Nathalie & Technikal - Big Sky (2009)